# Rugby-Union-Juniorenweltmeisterschaft 2011
Die Rugby-Union-Juniorenweltmeisterschaft 2011 (engl. 2011 IRB Junior World Championship) war die vierte Ausgabe der Weltmeisterschaft für U20-Junioren-Nationalmannschaften in der Sportart Rugby Union. Sie fand vom 10. bis 26. Juni 2011 in Italien statt. Den Juniorenweltmeistertitel gewann zum vierten Mal in Folge Neuseeland.
Unmittelbar zuvor fand in Georgien die IRB Junior World Rugby Trophy 2011 für tiefer eingestufte Mannschaften statt.

## Austragungsorte
Sämtliche Spiele fanden an folgenden Orten in der Provinz Venetien statt:
| Ort     | Stadion                   | Kapazität |
| ------- | ------------------------- | --------- |
| Padua   | Stadio Plebiscito         | 09.600    |
| Rovigo  | Stadio Mario Battaglini   | 05.000    |
| Treviso | Stadio Comunale di Monigo | 06.700    |

## Vorrunde

### Gruppe A
|    | Land        | Spiele | Siege | Unent. | Ndlg. | Spiel- punkte | Diff. | Bonus- punkte | Tabellen- punkte |
| -- | ----------- | ------ | ----- | ------ | ----- | ------------- | ----- | ------------- | ---------------- |
| 1. | Neuseeland  | 3      | 3     | 0      | 0     | 204:22        | + 182 | 3             | 15               |
| 2. | Wales       | 3      | 2     | 0      | 1     | 90:106        | − 16  | 2             | 10               |
| 3. | Argentinien | 3      | 1     | 0      | 2     | 50:85         | − 35  | 0             | 4                |
| 4. | Italien     | 3      | 0     | 0      | 3     | 16:147        | − 131 | 0             | 0                |

| 10. Juni 2011 18:10 MESZ | Argentinien    | 8 : 44 | Wales | Stadio Plebiscito, Padua Schiedsrichter: John Lacey (Irland) |
| 10. Juni 2011 18:10 MESZ | (3:17) Bericht |        |       | Stadio Plebiscito, Padua Schiedsrichter: John Lacey (Irland) |

| 10. Juni 2011 20:10 MESZ | Italien        | 7 : 64 | Neuseeland | Stadio Comunale di Monigo, Treviso Schiedsrichter: Leighton Hodges (Wales) |
| 10. Juni 2011 20:10 MESZ | (0:36) Bericht |        |            | Stadio Comunale di Monigo, Treviso Schiedsrichter: Leighton Hodges (Wales) |

| 14. Juni 2011 18:10 MESZ | Neuseeland     | 92 : 0 | Wales | Stadio Mario Battaglini, Rovigo Schiedsrichter: Greg Garner (England) |
| 14. Juni 2011 18:10 MESZ | (45:0) Bericht |        |       | Stadio Mario Battaglini, Rovigo Schiedsrichter: Greg Garner (England) |

| 14. Juni 2011 20:10 MESZ | Italien        | 3 : 27 | Argentinien | Stadio Mario Battaglini, Rovigo Schiedsrichter: Mathieu Raynal (Frankreich) |
| 14. Juni 2011 20:10 MESZ | (3:13) Bericht |        |             | Stadio Mario Battaglini, Rovigo Schiedsrichter: Mathieu Raynal (Frankreich) |

| 18. Juni 2011 18:10 MESZ | Italien        | 6 : 56 | Wales | Stadio Comunale di Monigo, Treviso Schiedsrichter: Jonathon White (Neuseeland) |
| 18. Juni 2011 18:10 MESZ | (6:28) Bericht |        |       | Stadio Comunale di Monigo, Treviso Schiedsrichter: Jonathon White (Neuseeland) |

| 18. Juni 2011 18:10 MESZ | Neuseeland      | 15 : 48 | Fidschi | Stadio Plebiscito, Padua Schiedsrichter: Neil Paterson (Schottland) |
| 18. Juni 2011 18:10 MESZ | (15:31) Bericht |         |         | Stadio Plebiscito, Padua Schiedsrichter: Neil Paterson (Schottland) |

### Gruppe B
|    | Land       | Spiele | Siege | Unent. | Ndlg. | Spiel- punkte | Diff. | Bonus- punkte | Tabellen- punkte |
| -- | ---------- | ------ | ----- | ------ | ----- | ------------- | ----- | ------------- | ---------------- |
| 1. | Frankreich | 3      | 3     | 0      | 0     | 82:51         | + 31  | 2             | 14               |
| 2. | Australien | 3      | 2     | 0      | 1     | 129:63        | + 66  | 3             | 11               |
| 3. | Fidschi    | 3      | 1     | 0      | 2     | 73:92         | − 19  | 1             | 5                |
| 4. | Tonga      | 3      | 0     | 0      | 3     | 39:117        | − 78  | 0             | 0                |

| 10. Juni 2011 18:10 MESZ | Australien     | 54 : 7 | Tonga | Stadio Mario Battaglini, Rovigo Schiedsrichter: JP Doyle (England) |
| 10. Juni 2011 18:10 MESZ | (35:0) Bericht |        |       | Stadio Mario Battaglini, Rovigo Schiedsrichter: JP Doyle (England) |

| 10. Juni 2011 20:10 MESZ | Frankreich     | 24 : 12 | Fidschi | Stadio Mario Battaglini, Rovigo Schiedsrichter: Neil Paterson (Schottland) |
| 10. Juni 2011 20:10 MESZ | (17:3) Bericht |         |         | Stadio Mario Battaglini, Rovigo Schiedsrichter: Neil Paterson (Schottland) |

| 14. Juni 2011 18:10 MESZ | Australien      | 50 : 26 | Fidschi | Stadio Plebiscito, Padua Schiedsrichter: Francisco Pastrana (Argentinien) |
| 14. Juni 2011 18:10 MESZ | (33:10) Bericht |         |         | Stadio Plebiscito, Padua Schiedsrichter: Francisco Pastrana (Argentinien) |

| 14. Juni 2011 20:10 MESZ | Frankreich    | 27 : 14 | Tonga | Stadio Plebiscito, Padua Schiedsrichter: John Lacey (Irland) |
| 14. Juni 2011 20:10 MESZ | (8:7) Bericht |         |       | Stadio Plebiscito, Padua Schiedsrichter: John Lacey (Irland) |

| 18. Juni 2011 18:10 MESZ | Fidschi        | 36 : 18 | Tonga | Stadio Mario Battaglini, Rovigo Schiedsrichter: JP Doyle (England) |
| 18. Juni 2011 18:10 MESZ | (11:6) Bericht |         |       | Stadio Mario Battaglini, Rovigo Schiedsrichter: JP Doyle (England) |

| 18. Juni 2011 20:10 MESZ | Australien      | 25 : 31 | Frankreich | Stadio Comunale di Monigo, Treviso Schiedsrichter: Jaco Peyper (Südafrika) |
| 18. Juni 2011 20:10 MESZ | (18:24) Bericht |         |            | Stadio Comunale di Monigo, Treviso Schiedsrichter: Jaco Peyper (Südafrika) |

### Gruppe C
|    | Land       | Spiele | Siege | Unent. | Ndlg. | Spiel- punkte | Diff. | Bonus- punkte | Tabellen- punkte |
| -- | ---------- | ------ | ----- | ------ | ----- | ------------- | ----- | ------------- | ---------------- |
| 1. | England    | 3      | 3     | 0      | 0     | 98:63         | + 35  | 2             | 14               |
| 2. | Südafrika  | 3      | 2     | 0      | 1     | 95:52         | + 43  | 3             | 11               |
| 3. | Irland     | 3      | 1     | 0      | 2     | 81:88         | − 7   | 0             | 4                |
| 4. | Schottland | 3      | 0     | 0      | 3     | 31:102        | − 71  | 0             | 0                |

| 10. Juni 2011 18:10 MESZ | England         | 33 : 25 | Irland | Stadio Comunale di Monigo, Treviso Schiedsrichter: Jaco Peyper (Südafrika) |
| 10. Juni 2011 18:10 MESZ | (18:13) Bericht |         |        | Stadio Comunale di Monigo, Treviso Schiedsrichter: Jaco Peyper (Südafrika) |

| 10. Juni 2011 20:10 MESZ | Südafrika      | 33 : 0 | Schottland | Stadio Plebiscito, Padua Schiedsrichter: Mathieu Raynal (Frankreich) |
| 10. Juni 2011 20:10 MESZ | (21:0) Bericht |        |            | Stadio Plebiscito, Padua Schiedsrichter: Mathieu Raynal (Frankreich) |

| 14. Juni 2011 18:10 MESZ | England        | 39 : 18 | Schottland | Stadio Comunale di Monigo, Treviso Schiedsrichter: Leighton Hodges (Wales) |
| 14. Juni 2011 18:10 MESZ | (20:6) Bericht |         |            | Stadio Comunale di Monigo, Treviso Schiedsrichter: Leighton Hodges (Wales) |

| 14. Juni 2011 20:10 MESZ | Irland          | 26 : 42 | Südafrika | Stadio Comunale di Monigo, Treviso Schiedsrichter: Jonathan White (Neuseeland) |
| 14. Juni 2011 20:10 MESZ | (19:27) Bericht |         |           | Stadio Comunale di Monigo, Treviso Schiedsrichter: Jonathan White (Neuseeland) |

| 18. Juni 2011 20:10 MESZ | England         | 26 : 20 | Südafrika | Stadio Plebiscito, Padua Schiedsrichter: John Lacey (Irland) |
| 18. Juni 2011 20:10 MESZ | (11:11) Bericht |         |           | Stadio Plebiscito, Padua Schiedsrichter: John Lacey (Irland) |

| 18. Juni 2011 20:10 MESZ | Irland        | 30 : 13 | Schottland | Stadio Mario Battaglini, Rovigo Schiedsrichter: Greg Garner (England) |
| 18. Juni 2011 20:10 MESZ | (6:3) Bericht |         |            | Stadio Mario Battaglini, Rovigo Schiedsrichter: Greg Garner (England) |

## Setzliste
Die Setzliste für die K.-o.-Phase, basierend auf den Ergebnissen der Vorrunde.
|                           | Land        | Gruppe | Diff. | Punkte |
| ------------------------- | ----------- | ------ | ----- | ------ |
| Finalrunde                |             |        |       |        |
| 01.                       | Neuseeland  | A      | + 182 | 15     |
| 02.                       | England     | C      | + 35  | 14     |
| 03.                       | Frankreich  | B      | + 31  | 14     |
| 04.                       | Australien  | B      | + 66  | 11     |
| Playoff um Platz 5 bis 8  |             |        |       |        |
| 05.                       | Südafrika   | C      | + 43  | 11     |
| 06.                       | Wales       | A      | − 16  | 10     |
| 07.                       | Fidschi     | B      | − 19  | 5      |
| 08.                       | Irland      | C      | − 7   | 4      |
| Playoff um Platz 9 bis 12 |             |        |       |        |
| 09.                       | Argentinien | A      | − 35  | 4      |
| 10.                       | Schottland  | C      | − 71  | 0      |
| 11.                       | Tonga       | B      | − 78  | 0      |
| 12.                       | Italien     | A      | − 131 | 0      |

## K.-o.-Phase

### Playoff um Platz 9 bis 12
|  | Halbfinale       | Halbfinale       |                  |    | 9. Platz         | 9. Platz         |
|  |                  |                  |                  |    |                  |                  |
|  | Schottland       | 30               |                  |    |                  |                  |
|  | Tonga            | 11               |                  |    |                  |                  |
|  | 22. Juni, Rovigo |                  |                  |    |                  |                  |
|  |                  |                  | 26. Juni, Rovigo |    |                  |                  |
|  | Schottland       | 14               |                  |    |                  |                  |
|  |                  | Argentinien      | 15               |    |                  |                  |
|  |                  |                  |                  |    |                  |                  |
|  | 11. Platz        |                  |                  |    |                  |                  |
|  | 22. Juni, Rovigo | 22. Juni, Rovigo | Tonga            | 22 |                  |                  |
|  | Argentinien      | 12               | Italien          | 34 |                  |                  |
|  | Italien          | 8                |                  |    | 26. Juni, Rovigo | 26. Juni, Rovigo |

Halbfinale
| 22. Juni 2011 18:00 MESZ | Schottland     | 30 : 11 | Tonga | Stadio Mario Battaglini, Rovigo Schiedsrichter: Mathieu Raynal (Frankreich) |
| 22. Juni 2011 18:00 MESZ | (13:3) Bericht |         |       | Stadio Mario Battaglini, Rovigo Schiedsrichter: Mathieu Raynal (Frankreich) |

| 22. Juni 2011 20:10 MESZ | Argentinien   | 12 : 8 | Italien | Stadio Mario Battaglini, Rovigo Schiedsrichter: Leighton Hodges (Wales) |
| 22. Juni 2011 20:10 MESZ | (6:8) Bericht |        |         | Stadio Mario Battaglini, Rovigo Schiedsrichter: Leighton Hodges (Wales) |

Spiel um Platz 11
| 22. Juni 2011 14:10 MESZ | Italien         | 22 : 34 | Fidschi | Stadio Mario Battaglini, Rovigo Schiedsrichter: Greg Garner (England) |
| 22. Juni 2011 14:10 MESZ | (12:20) Bericht |         |         | Stadio Mario Battaglini, Rovigo Schiedsrichter: Greg Garner (England) |

Spiel um Platz 9
| 22. Juni 2011 12:00 MESZ | Schottland     | 14 : 15 | Argentinien | Stadio Mario Battaglini, Rovigo Schiedsrichter: Mathieu Raynal (Frankreich) |
| 22. Juni 2011 12:00 MESZ | (7:15) Bericht |         |             | Stadio Mario Battaglini, Rovigo Schiedsrichter: Mathieu Raynal (Frankreich) |

### Playoff um Platz 5 bis 8
|  | Halbfinale      | Halbfinale      |                   |    | 5. Platz          | 5. Platz          |
|  |                 |                 |                   |    |                   |                   |
|  | Wales           | 20              |                   |    |                   |                   |
|  | Fidschi         | 34              |                   |    |                   |                   |
|  | 22. Juni, Padua |                 |                   |    |                   |                   |
|  |                 |                 | 26. Juni, Treviso |    |                   |                   |
|  | Fidschi         | 17              |                   |    |                   |                   |
|  |                 | Südafrika       | 104               |    |                   |                   |
|  |                 |                 |                   |    |                   |                   |
|  | 7. Platz        |                 |                   |    |                   |                   |
|  | 22. Juni, Padua | 22. Juni, Padua | Wales             | 38 |                   |                   |
|  | Südafrika       | 57              | Irland            | 24 |                   |                   |
|  | Irland          | 15              |                   |    | 26. Juni, Treviso | 26. Juni, Treviso |

Halbfinale
| 22. Juni 2011 18:00 MESZ | Wales          | 20 : 34 | Fidschi | Stadio Plebiscito, Padua Schiedsrichter: JP Doyle (England) |
| 22. Juni 2011 18:00 MESZ | (7:13) Bericht |         |         | Stadio Plebiscito, Padua Schiedsrichter: JP Doyle (England) |

| 22. Juni 2011 20:10 MESZ | Südafrika      | 57 : 15 | Irland | Stadio Plebiscito, Padua Schiedsrichter: Francisco Pastrana (Argentinien) |
| 22. Juni 2011 20:10 MESZ | (31:3) Bericht |         |        | Stadio Plebiscito, Padua Schiedsrichter: Francisco Pastrana (Argentinien) |

Spiel um Platz 7
| 26. Juni 2011 12:00 MESZ | Wales           | 38 : 24 | Irland | Stadio Comunale di Monigo, Treviso Schiedsrichter: Jonathan White (Neuseeland) |
| 26. Juni 2011 12:00 MESZ | (21:14) Bericht |         |        | Stadio Comunale di Monigo, Treviso Schiedsrichter: Jonathan White (Neuseeland) |

Spiel um Platz 5
| 26. Juni 2011 14:10 MESZ | Fidschi         | 17 : 104 | Südafrika | Stadio Comunale di Monigo, Treviso Schiedsrichter: Francisco Pastrana (Argentinien) |
| 26. Juni 2011 14:10 MESZ | (17:43) Bericht |          |           | Stadio Comunale di Monigo, Treviso Schiedsrichter: Francisco Pastrana (Argentinien) |

### Finalrunde
|  | Halbfinale        | Halbfinale        |                 |    | Finale          | Finale          |
|  |                   |                   |                 |    |                 |                 |
|  | England           | 33                |                 |    |                 |                 |
|  | Frankreich        | 18                |                 |    |                 |                 |
|  | 22. Juni, Treviso |                   |                 |    |                 |                 |
|  |                   |                   | 26. Juni, Padua |    |                 |                 |
|  | England           | 22                |                 |    |                 |                 |
|  |                   | Neuseeland        | 33              |    |                 |                 |
|  |                   |                   |                 |    |                 |                 |
|  | 3. Platz          |                   |                 |    |                 |                 |
|  | 22. Juni, Treviso | 22. Juni, Treviso | Frankreich      | 17 |                 |                 |
|  | Neuseeland        | 37                | Australien      | 30 |                 |                 |
|  | Australien        | 7                 |                 |    | 26. Juni, Padua | 26. Juni, Padua |

Halbfinale
| 22. Juni 2011 18:00 MESZ | England         | 33 : 18 | Frankreich | Stadio Comunale di Monigo, Treviso Schiedsrichter: John Lacey (Irland) |
| 22. Juni 2011 18:00 MESZ | (13:10) Bericht |         |            | Stadio Comunale di Monigo, Treviso Schiedsrichter: John Lacey (Irland) |

| 22. Juni 2011 20:10 MESZ | Neuseeland     | 37 : 7 | Australien | Stadio Comunale di Monigo, Treviso Schiedsrichter: Greg Garner (England) |
| 22. Juni 2011 20:10 MESZ | (13:7) Bericht |        |            | Stadio Comunale di Monigo, Treviso Schiedsrichter: Greg Garner (England) |

Spiel um Platz 3
| 16. Juni 2011 17:00 MESZ | Frankreich      | 17 : 30 | Australien | Stadio Plebiscito, Padua Schiedsrichter: Leighton Hodges (Wales) |
| 16. Juni 2011 17:00 MESZ | (10:17) Bericht |         |            | Stadio Plebiscito, Padua Schiedsrichter: Leighton Hodges (Wales) |

Finale
| 26. Juni 2011 19:10 MESZ | England                                                                                                   | 22 : 30         | Neuseeland | Stadio Plebiscito, Padua Schiedsrichter: Jaco Peyper (Südafrika) |
| 26. Juni 2011 19:10 MESZ | Versuche: Wade (2) 6. erh., 58. n.erh. Thomas 47. erh. Erhöhungen: Ford (2/3) Straftritte: Ford (1/3) 35. | (10:20) Bericht | Versuche: Piutau 26. erh. Tameifuna 40. erh. Barrett 71. erh. Erhöhungen: Anscombe (3/3) Straftritte: Anscombe (4/4) 23., 32., 41., 60. | Stadio Plebiscito, Padua Schiedsrichter: Jaco Peyper (Südafrika) |

## Schlussplatzierungen
| Platz | Land        |
| ----- | ----------- |
| 01    | Neuseeland  |
| 02    | England     |
| 03    | Australien  |
| 04    | Frankreich  |
| 05    | Südafrika   |
| 06    | Fidschi     |
| 07    | Wales       |
| 08    | Irland      |
| 09    | Argentinien |
| 10    | Schottland  |
| 11    | Italien     |
| 12    | Tonga       |

Neuseeland wurde Weltmeister, Tonga stieg ab und nahm 2012 an der IRB Junior World Rugby Trophy teil.